# Cheile Turzii
Koordinaten: 46° 33′ 50″ N, 23° 40′ 45″ O

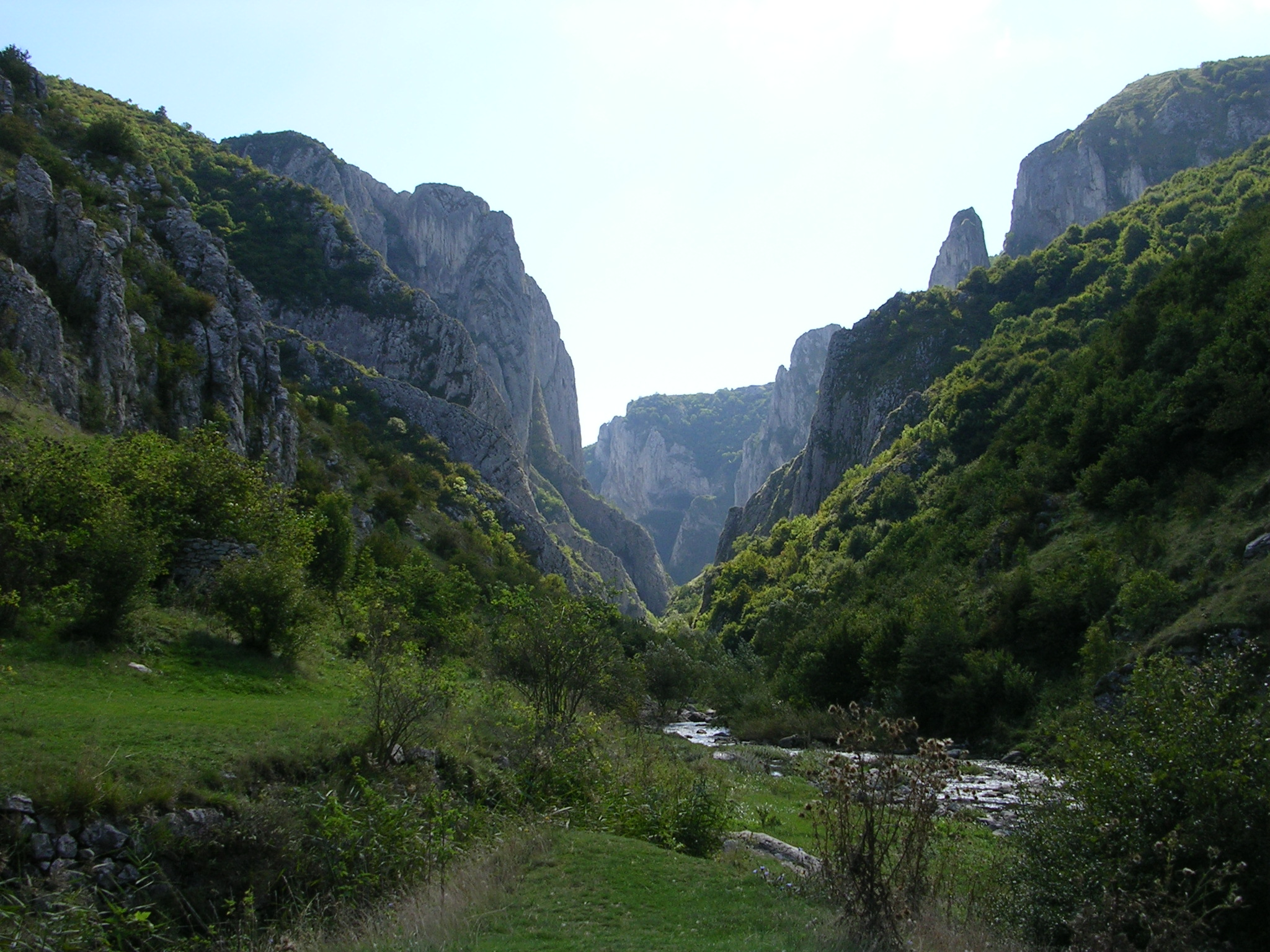
Cheile Turzii

Die Cheile Turzii (deutsch Thorenburger Klamm oder Thorenburger Schlucht, ungarisch Tordai-hasadék) ist eine Kalksteinklamm im Trascău-Gebirge am Ostrand der Westkarpaten im westlichen Siebenbürgen in Rumänien, unweit der Stadt Turda (Thorenburg) gelegen.
Die etwa zwei Kilometer lange Schlucht wird vom Hășdate-Bach durchflossen, der sich hier in den Kalkstein eingegraben hat und somit den Höhenrücken des Trascău-Gebirges durchbricht. Beiderseits wird die Klamm von etwa 300 Meter hohen Steilwänden begrenzt. In diesen befinden sich mehrere Höhlen. Die Schlucht war bereits in der Jungsteinzeit besiedelt. 1938 wurde die Schlucht wegen des Vorkommens von über 1000 teils alpiner Pflanzenarten unter Naturschutz gestellt. Dieses Areal ist inzwischen auf 176 Hektar erweitert. Die darin lebende Fauna umfasst 67 Arten von Vögeln, Fischen, Amphibien und einige Säugetiere wie Füchse, Wiesel, Marder, Wildschweine.
Im Talgrund wurde ein Fußweg angelegt. Die Hänge und Wände sind nur Bergsteigern und Kletterern zugänglich.

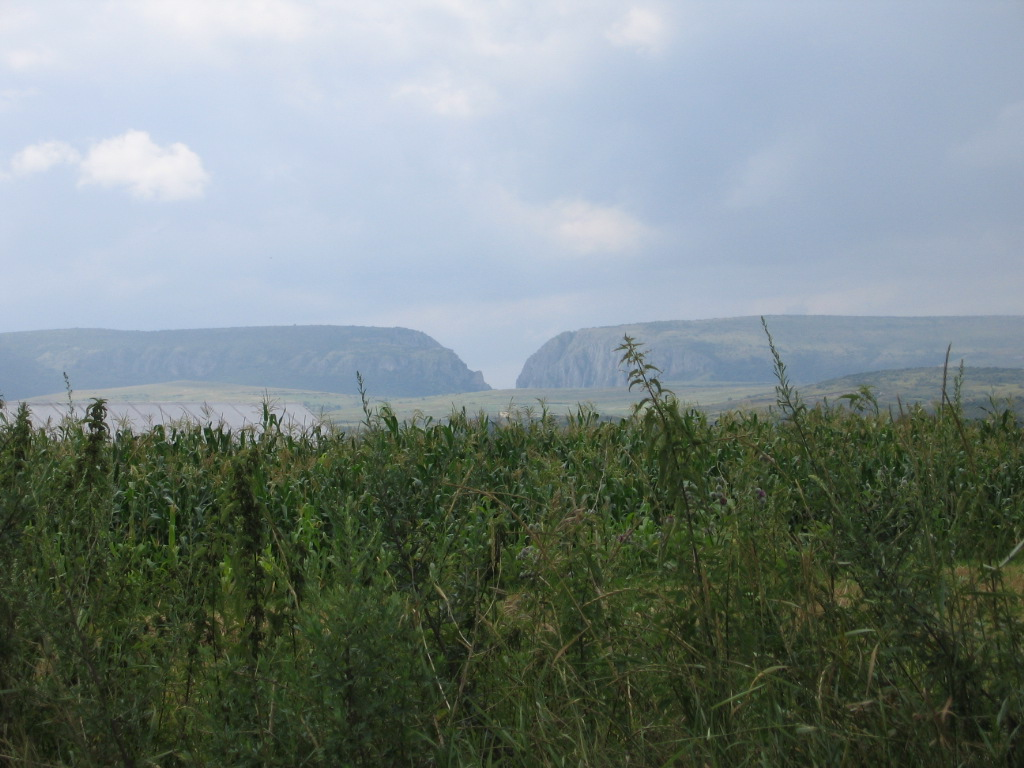
Westliches Ende
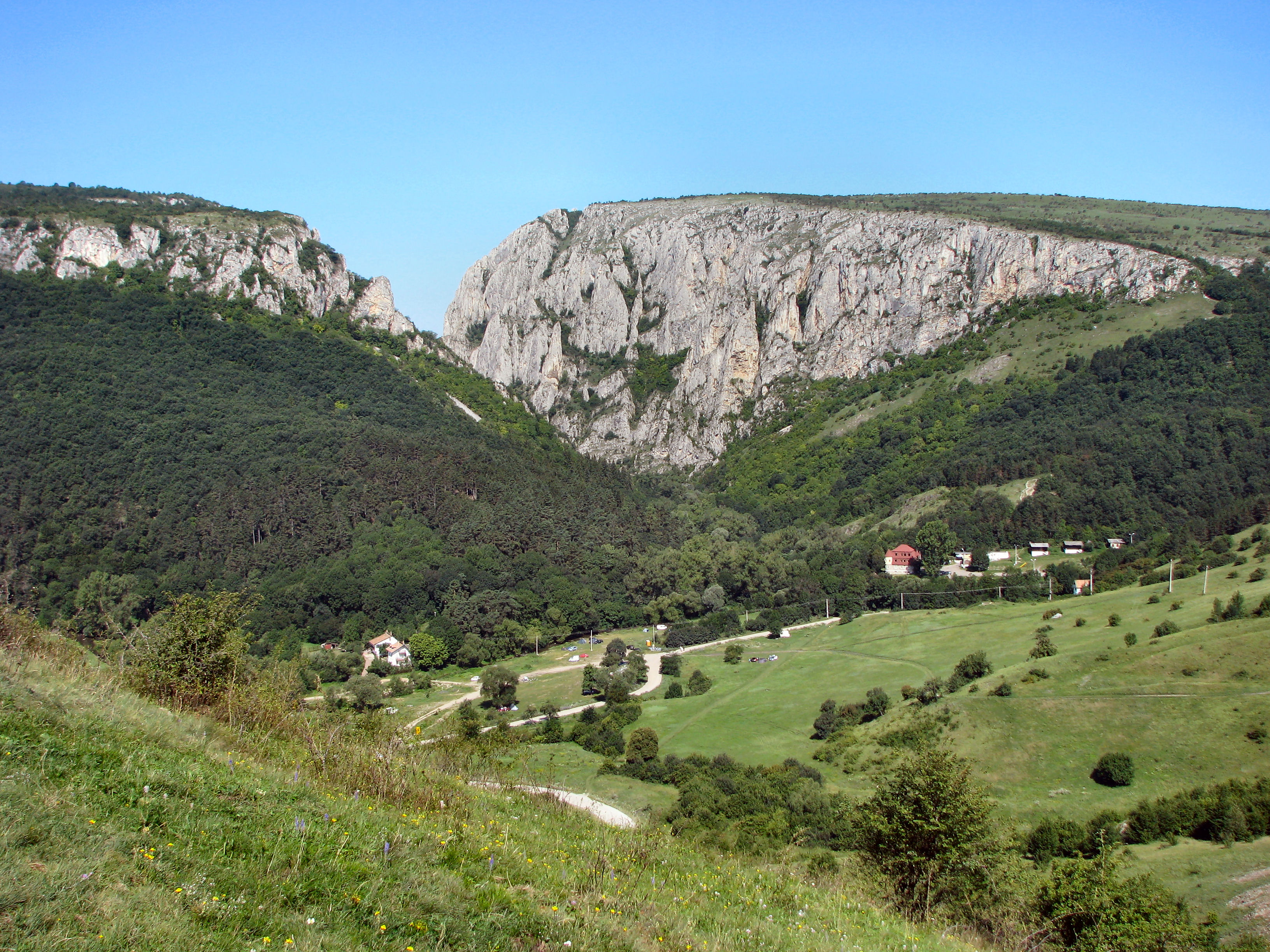
Östliches Ende
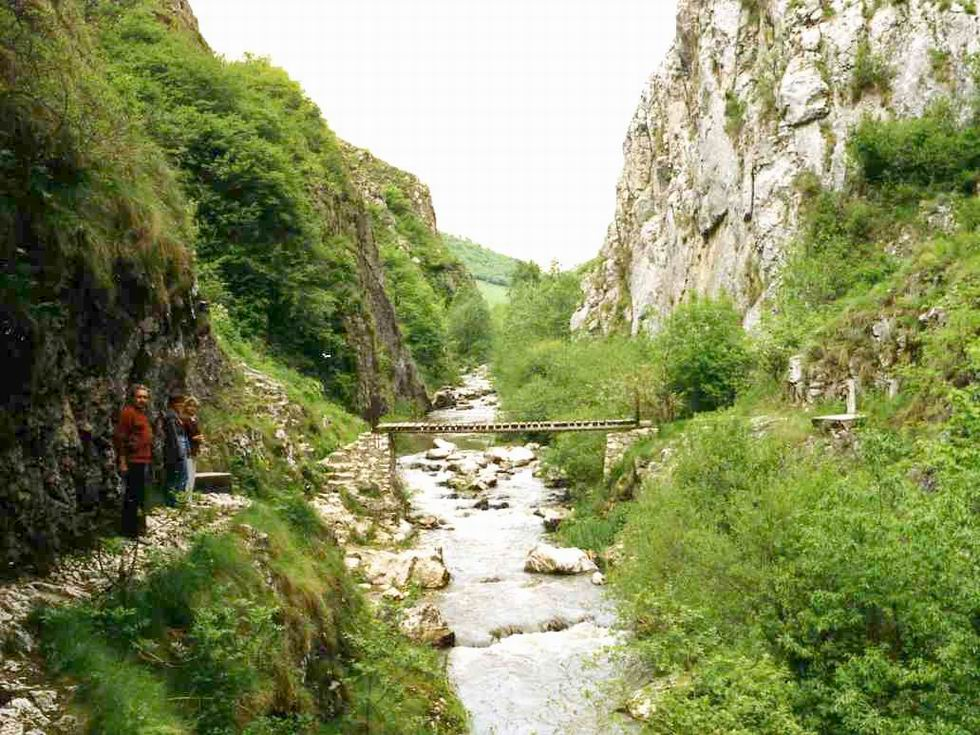
In der Schlucht
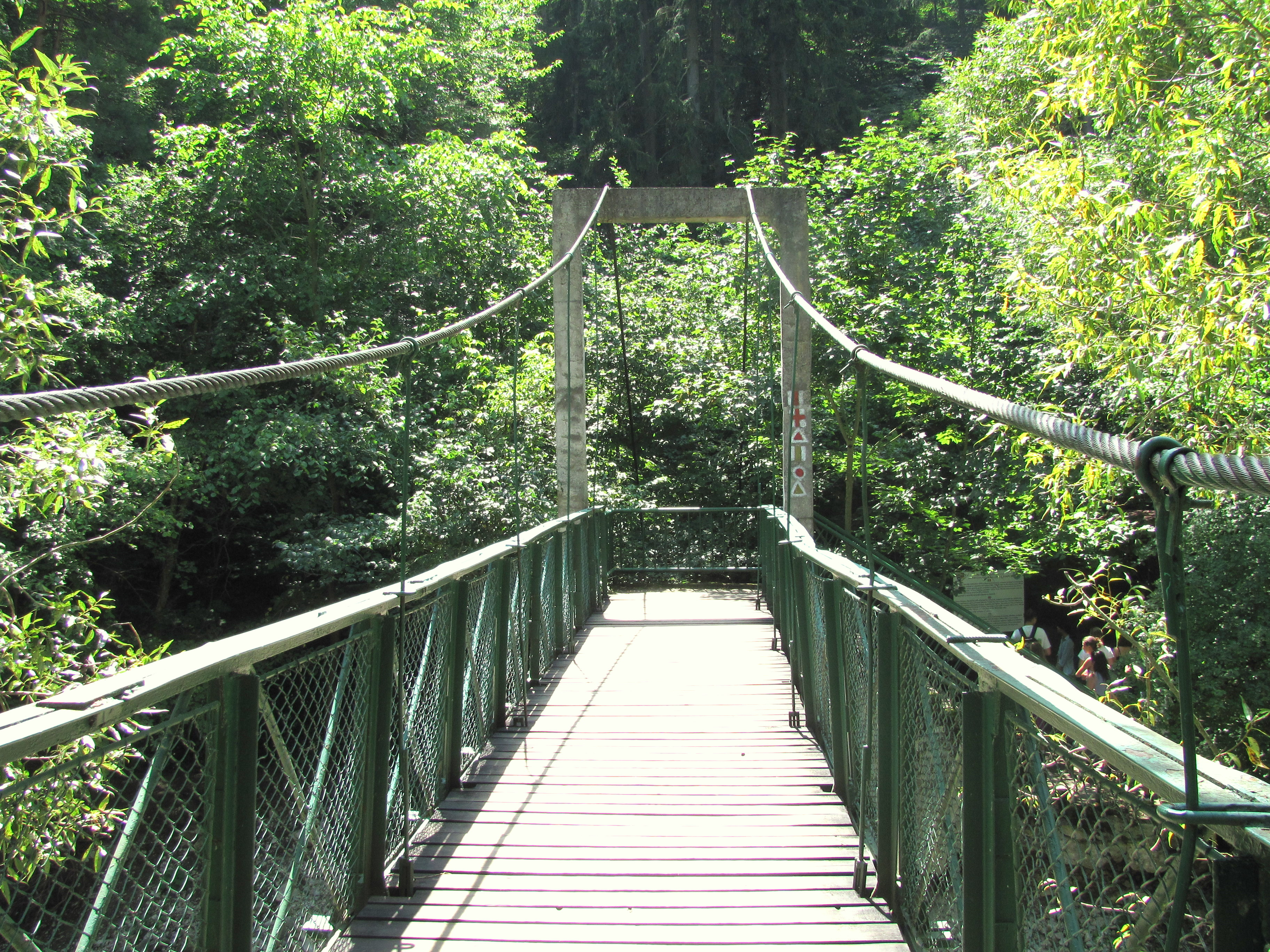
Eine der Brücken
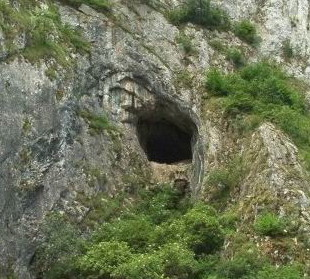
Höhle Peștera lui Balica
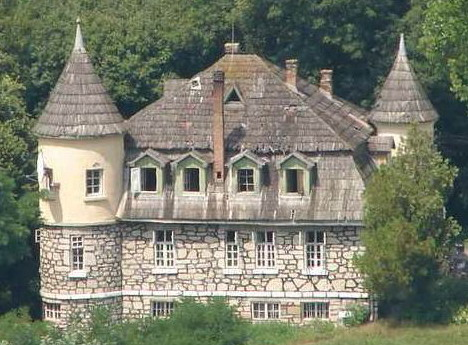
Hütte Cheile Turzii
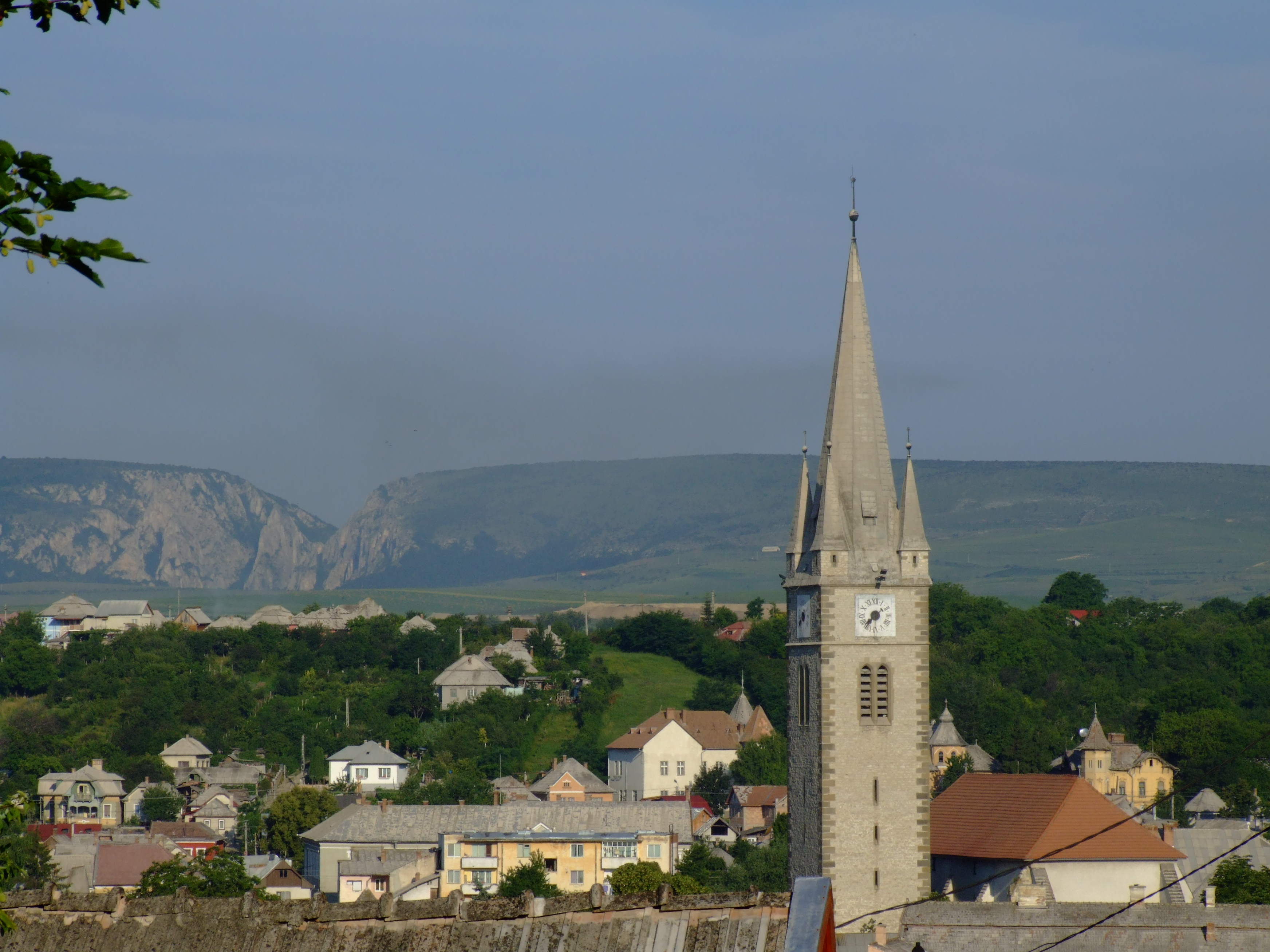
Cheile Turzii von Turda gesehen
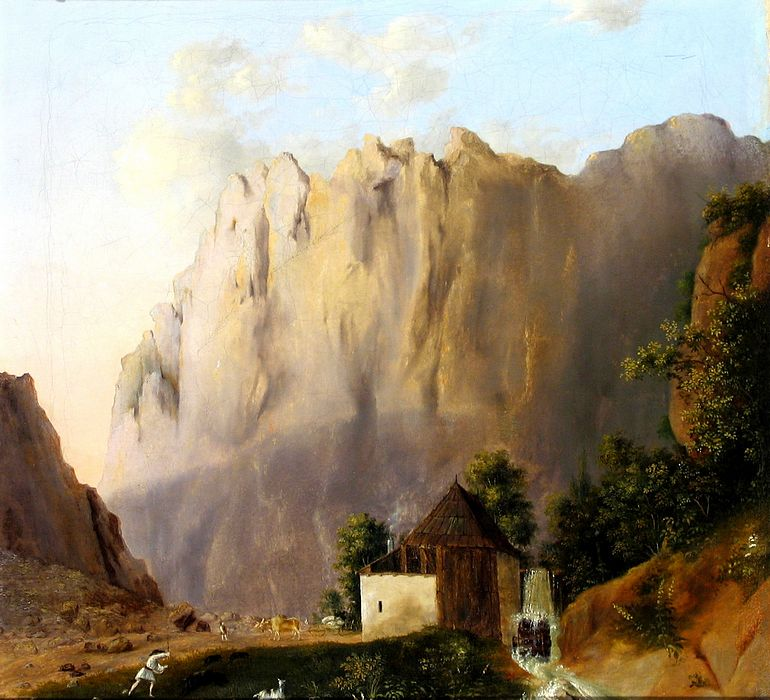
Henric Trenk: Eingang zur Cheile Turzii